# 1 Pułk Taborów

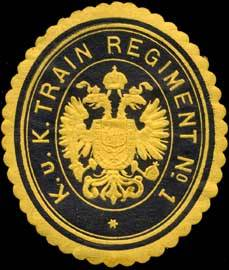
Pieczęć Pułku Taborów Nr 1

1 Pułk Taborów (Train.-Reg. Nr 1, TrR. Nr. 1) – pułk taborów cesarskiej i królewskiej Armii.

## Historia pułku
1 Pułk Taborów został sformowany 1 maja 1880 roku, w ramach przekształcenia dotychczasowej formacji (niem. Militär-Fuhrwesens-Corps) w rodzaj wojsk (niem. Train-Truppe).
W latach 1880–1882 w skład pułku wchodził:
- Sztab pułku oraz 1. i 2. Dywizjon Taborów w Wiedniu na terytorium podporządkowanym Generalnej Komendzie w Wiedniu,
- 3. Dywizjon Taborów w Grazu na terytorium podporządkowanym Generalnej Komendzie w Grazu,
- 13. Dywizjon Taborów w Zagrzebiu (niem. Agram) na terytorium podporządkowanym Generalnej Komendzie w Zagrzebiu[1][2].

Na przełomie 1882 i 1883 roku została przeprowadzona reorganizacja terytorialnych władz wojskowych, a wraz z nią wprowadzona nowa organizacja taborów. 1. Dywizjon Taborów został przeniesiony z Wiednia do Krakowa i włączony do 3 Pułku Taborów. Skład 1. Pułku Taborów został uzupełniony o dwa nowo utworzone oddziały. W 1883 roku, po przeprowadzonej reorganizacji, w skład pułku wchodził:
- Sztab pułku i 2. Dywizjon Taborów w Wiedniu na terytorium 2 Korpusu,
- 3. Dywizjon Taborów w Grazu na terytorium 3 Korpusu,
- 13. Dywizjon Taborów w Zagrzebiu na terytorium 13 Korpusu,
- 14. Dywizjon Taborów w Innsbrucku na terytorium 14 Korpusu,
- 15. Dywizjon Taborów we Sarajewie na terytorium 15 Korpusu[3].

W latach 1889–1899 w skład pułku wchodził:
- Sztab pułku i 2. Dywizjon Taborów w Wiedniu podporządkowany komendantowi 2 Brygady Artylerii,
- 3. Dywizjon Taborów w Grazu podporządkowany komendantowi 3 Brygady Artylerii,
- 13. Dywizjon Taborów w Zagrzebiu podporządkowany komendantowi 13 Brygady Artylerii,
- 14. Dywizjon Taborów w Innsbrucku podporządkowany dyrektorowi artylerii w Innsbrucku,
- 15. Dywizjon Taborów w Sarajewie podporządkowany komendantowi 15 Korpusu[4].

W 1895 roku 15. Dywizjon Taborów został podporządkowany dyrektorowi artylerii w Sarajewie, który był organem pomocniczym komendanta 15 Korpusu. Dyrektorowi artylerii podporządkowano również Komendę Inspekcji Taborów 1 Sarajewo (niem. Train-Inspicierungs-Comdo) z 2. i 3. Górskim Szwadronem Taborów oraz Komendę Inspekcji Taborów 2 Mostar z 1. i 2. Górskim Szwadronem Taborów (niem. Gebirgs-Train-Escad.). W 1898 roku szwadrony podległe Komendzie Inspekcji Taborów 1 otrzymały numery 2. i 6., natomiast szwadrony podległe Komendzie Inspekcji Taborów 2 otrzymały numery 1. i 4.
W 1900 roku 15 Dywizjon Taborów w Sarajewie został wyłączony ze składu pułku i usamodzielniony.
W latach 1900–1910 w skład pułku wchodził:
- Sztab pułku i 2. Dywizjon Taborów w Wiedniu podporządkowany komendantowi 2 Brygady Artylerii (od 1908 roku 2 Brygady Artylerii Polowej),
- 3. Dywizjon Taborów w Grazu podporządkowany komendantowi 3 Brygady Artylerii (od 1908 roku 3 Brygady Artylerii Polowej),
- 13. Dywizjon Taborów w Zagrzebiu podporządkowany komendantowi 13 Brygady Artylerii (od 1908 roku 13 Brygady Artylerii Polowej),
- 14. Dywizjon Taborów w Innsbrucku podporządkowany dyrektorowi artylerii w Innsbrucku (od 1908 roku komendantowi 14 Brygady Artylerii Polowej)[8][9][10].

W 1910 roku pułk został rozwiązany, a wchodzące w jego skład dywizjony zostały samodzielnymi oddziałami, podporządkowanymi bezpośrednio komendantom korpusów na terytorium, których stacjonowały:
- 2. Dywizjon Taborów w Wiedniu,
- 3. Dywizjon Taborów w Grazu,
- 13. Dywizjon Taborów w Zagrzebiu,
- 14. Dywizjon Taborów w Innsbrucku[11].

## Komendanci pułku
- płk Franz Lucan (1880 – 1 V 1887 → stan spoczynku w stopniu tytularnego generała majora[12])
- ppłk / płk Johann Werner von Wehrold (1887 – 1891 → stan spoczynku)
- płk Joseph Strosse von Hofwehr (1891 – 1 V 1896 → stan spoczynku w stopniu tytularnego generała majora[13])
- ppłk / płk Ferdinand Müller (1896 – 1899 → stan spoczynku)
- płk Franz von Köhler (1899 – 1 XI 1904 → stan spoczynku w stopniu tytularnego generała majora[14])
- płk Maximilian Haller (1904 – 1910 → inspektor taborów w Wiedniu, 29 X 1911 mianowany tytularnym generałem majorem[15])